# Штайнхауэр, Томер
Томер Моше Штайнхауэр (ивр. תומר משה שטיינהאור‎; род. 3 октября 1966) — израильский баскетболист и баскетбольный тренер, центровой, игрок сборной Израиля в 1986—2001 годах. Чемпион Израиля (1996) с клубом «Маккаби» (Тель-Авив), обладатель Кубка Израиля (1993) с клубом «Хапоэль» (Тель-Авив).

## Биография
Томер Штайнхауэр сформировался как игрок в баскетбольном клубе «Маккаби» (Хайфа). В 1984 году выиграл с молодёжным составом клуба чемпионат и Кубок Израиля среди юношеских команд, а в основном составе выступал с 1985 по 1991 год (с перерывом на год в сезоне 1988/1989, проведенный в Южно-Флоридском университете). Уже в 1986 году он провёл две игры за сборную Израиля в финальной части чемпионата мира, набрав 4 очка в двух матчах. В 1991—1994 годах Штайнхауэр играл в составе клуба «Хапоэль» (Тель-Авив), с которым завоевал Кубок Израиля в 1993 году и трижды подряд играл в финале плей-офф чемпионата Израиля, дважды проиграв там тель-авивскому «Маккаби» и один раз «Хапоэлю» из Верхней Галилеи.
Проведя сезон 1994/1995 в Холоне, Штайнхауэр подписал контракт на три года с ведущей командой израильского баскетбола — «Маккаби» (Тель-Авив). Однако он отыграл в Маккаби только один сезон, успев стать чемпионом Израиля и после этого перейдя в «Маккаби» (Раанана). В течение двух следующих лет он продолжал получать зарплату от тель-авивского клуба, по поводу чего шутил, что сбылась его мечта: «Маккаби» платит ему за то, что он играет против этой команды. В свой последний сезон в Раанане Штайнхауэр в очередной раз стал финалистом плей-офф национального первенства, снова уступив там тель-авивскому «Маккаби». Во второй половине 1990-х годов Штайнхауэр был одним из ведущих игроков израильской сборной, особенно успешно выступив на чемпионате Европы 1997 года. Там он за 8 матчей набирал в среднем по 17,1 очка за игру (второй результат в сборной Израиля после Одеда Каташа и пятый среди всех игроков чемпионата) и по 6,4 подбора (четвёртый результат среди всех участников). В общей сложности он провёл в национальной сборной 13 лет. Штайнхауэр считался одним из лучших центровых в истории израильской сборной, борясь на равных с более атлетичными центровыми других команд под кольцом, обладая точным броском со средней дистанции и не пренебрегая трёхочковыми бросками. В то же время он не отличался высокой трудоспособностью и не блистал в обороне.
В начале 2000-х годов роль Штайнхауэра в командах начала снижаться. Он переехал на север страны, где поселился в Кирьят-Тивоне и после 19 сезонов в высшей лиге (14-е место в списке бомбардиров чемпионата Израиля всех времён с 5253 очками) несколько лет выступал за местную команду в третьем и втором дивизионах чемпионата Израиля, в 42 года ещё успев совершить переход в клуб «Хапоэль» (Эмек-Изреэль). На протяжении коротких периодов Штайнхауэр занимал пост помощника главного тренера клуба «Бней Герцлия» и тренера детских команд Кирьят-Тивона. В 2016 году он был назначен помощником главного тренера клуба «Маккаби» (Хайфа) Офера Рахими.
По словам самого Штайнхауэра, он не был заинтересован в переходе в бизнес, так как не расположен к финансовому риску и может позволить себе вести жизнь в Кирьят-Тивоне на деньги, заработанные за игровую карьеру. У него трое детей — два сына и дочь. Некоторое время Штайнхауэр занимался политической деятельностью, представляя в израильском политическом спектре левые позиции, его имя в частности было включено в предвыборный список блока «Мерец» на парламентских выборах 2009 года, но в кнессет он не прошёл.

## Статистика выступлений

### Сборная Израиля
| Чемпионат мира 1986                                                                     | 2 |      |        |      |       |      |      |      | 2/2   | 100.0 |     |     |     |     |     |     |     | 0.0 | 4   | 2.0  |
| Чемпионат Европы 1987                                                                   | 1 |      |        |      |       |      |      |      | 0     | 0     |     |     |     |     |     |     |     | 1.0 | 0   | 0.0  |
| Чемпионат Европы 1993                                                                   | 3 |      |        |      |       |      |      |      | 9/12  | 75.0  |     |     |     |     |     |     |     | 4.3 | 29  | 9.7  |
| Чемпионат Европы 1997                                                                   | 8 | 34.5 | 55/105 | 51.4 | 50/95 | 52.6 | 5/12 | 41.7 | 22/32 | 68.8  | 1.4 | 5.0 | 6.4 | 1.6 | 2.3 | 2.8 | 0.0 | 3.4 | 137 | 17.1 |
| Чемпионат Европы 1999                                                                   | 6 | 25.5 | 22/48  | 45.8 | 21/39 | 53.8 | 1/9  | 11.1 | 10/18 | 55.6  | 0.8 | 2.8 | 3.7 | 1.2 | 1.7 | 0.5 | 0.0 | 2.5 | 55  | 9.2  |
| Наведите курсор мыши на аббревиатуры в заголовке таблицы, чтобы прочесть их расшифровку |   |      |        |      |       |      |      |      |       |       |     |     |     |     |     |     |     |     |     |      |

### Европейские кубковые турниры
| Кубок Корача 1991/1992                                                                  | 4  | 25.3 | 15/34  | 44.1 | 15/34  | 44.1 | 0/0  | 0     | 10/17 | 58.8  | 2.5 | 4.0 | 6.5 | 0.0 | 3.5 | 0.5 | 0.0 | 3.3 | 40  | 10.0 |
| Европейская лига ФИБА 1992/1993                                                         | 2  | 38.5 | 11/22  | 50.0 | 11/22  | 50.0 | 0/0  | 0     | 13/15 | 86.7  | 2.0 | 6.5 | 8.5 | 0.0 | 1.5 | 0.5 | 0.0 | 3.5 | 35  | 17.5 |
| Кубок Европы ФИБА 1992/1993                                                             | 11 | 31.9 | 68/134 | 50.7 | 67/132 | 50.8 | 1/2  | 50.0  | 36/64 | 56.3  | 3.0 | 5.0 | 8.0 | 1.5 | 2.4 | 1.0 | 0.0 | 3.4 | 173 | 15.7 |
| Европейская лига ФИБА 1993/1994                                                         | 1  | 19.0 | 7/11   | 63.6 | 6/10   | 60.0 | 1/1  | 100.0 | 1/1   | 100.0 | 1.0 | 1.0 | 2.0 | 0.0 | 0.0 | 2.0 | 0.0 | 5.0 | 16  | 16.0 |
| Европейская лига ФИБА 1995/1996                                                         | 13 | 12.2 | 26/45  | 57.8 | 26/43  | 60.5 | 0/2  | 0     | 10/16 | 62.5  | 0.4 | 1.9 | 2.3 | 0.4 | 0.3 | 0.1 | 0.0 | 2.3 | 62  | 4.8  |
| Еврокубок ФИБА 1997/1998                                                                | 11 | 33.8 | 62/153 | 40.5 | 60/133 | 45.1 | 2/20 | 10.0  | 41/56 | 73.2  | 2.0 | 4.8 | 6.8 | 1.5 | 2.2 | 1.3 | 0.0 | 3.0 | 167 | 15.2 |
| Кубок Корача 1998/1999                                                                  | 6  | 32.7 | 30/64  | 46.9 | 28/57  | 49.1 | 2/7  | 28.6  | 12/29 | 44.8  | 1.7 | 3.2 | 4.8 | 1.7 | 2.8 | 1.5 | 0.0 | 2.7 | 75  | 12.5 |
| Кубок Сапорты 1999/2000                                                                 | 11 | 29.2 | 51/129 | 39.5 | 46/102 | 45.1 | 5/27 | 18.5  | 11/22 | 50.0  | 1.6 | 3.2 | 4.8 | 1.8 | 2.0 | 1.0 | 0.0 | 2.8 | 118 | 10.7 |
| Наведите курсор мыши на аббревиатуры в заголовке таблицы, чтобы прочесть их расшифровку |    |      |        |      |        |      |      |       |       |       |     |     |     |     |     |     |     |     |     |      |